# Петър Данчов
Петър Иванов Данчов е български юрист и политик, дългогодишен преподавател в Софийския университет „Св. Климент Охридски“ и председател на Върховния касационен съд (1907 – 1913).

## Биография

### Произход, образование и младежки години
Роден е на 17 февруари (5 февруари стар стил) или 6 ноември 1857 г. в град Сливен. Завършва гимназия през 1878 г. в Кенгрец, Чехия, а след това с докторат правни науки в Карловия университет в Прага и се дипломира в Йена, Германия (1881). Започва работа като адвокат в Сливен (1881 – 1882) и съдия във Върховния съд на Източна Румелия в Пловдив (1882 – 1884). Редактор е на вестниците „Съветник“ и „Южна България“ и „Юридическо списание“ (1881 – 1889).
В периода 1892 – 1903 г. е преподавател в Юридическия факултет на Софийския университет „Свети Климент Охридски“, а между 1897 и 1907 г. – доцент по римско право и декан на Юридическия факултет. Дописен член е от 1898 г., а действителен от 1900 г. на Българското книжовно дружество (БКД), днес Българска академия на науките (БАН).

### Професионална дейност
В периода 1900 – 1901 г. Данчов е министър на правосъдието за няколко месеца във второто правителство на Тодор Иванчов и в първото правителство на генерал Рачо Петров. Член е на Българското книжовно дружество (БКД). Заемал е и поста управляващ Министерството на търговията и земеделието (МТЗ). От 1901/1907 година до смъртта си е главен прокурор и първи председател на Върховния касационен съд (ВКС)..
Петър Данчов умира на 21 февруари (8 февруари стар стил) 1913 г. в София.

## Награди
Петър Данчов е обявен за почетен доктор на Женевския университет (1909).